# Citizen of a Kind
Citizen of a Kind (en hangul, 시민덕희; romanización revisada, Simindeoghui; literalmente, «Ciudadana Deok-hee») es una película surcoreana escrita y dirigida por Park Young-ju, y protagonizada por Ra Mi-ran, Gong Myung, Yeom Hye-ran, Park Byung-eun, Jang Yoon-ju, Lee Moo-saeng y Ahn Eun-jin. Se estrenó en Corea del Sur el 24 de enero de 2024.

## Sinopsis
La película se basa libremente en una historia real que le sucedió a Kim Seong-ja, quien regentaba una pequeña lavandería en Hwaseong, Gyeonggi-do, en 2016.
Tras perder su lavandería por un incendio, Deok-hee, una madre soltera, recibe una llamada de un banco ofreciéndole un generoso préstamo, que acepta inmediatamente. Pronto se da cuenta de que ha sido víctima de una estafa por phishing, y busca ayuda de la policía, pero le dicen que no recuperará su dinero. Deok-hee acaba en la calle con sus hijos y sin dinero. Un día, Jae-min, el estafador que la engañó, la llama y le explica que una organización criminal lo tiene prisionero y que le obligan a cometer estafas telefónicas desde China. Tras recibir esta información, y siendo este un caso en el que incluso la policía se ha dado por vencida, Deok-hee decide tomar un vuelo hacia Qingdao (China) junto a sus compañeras de trabajo, con la intención de rescatar a Jae-min y recuperar el dinero perdido.

## Reparto
- Ra Mi-ran como Kim Deok-hee, una mujer que perdió en un segundo decenas de millones de wones debido a un mensaje de phishing de voz que recibió, y se dispone a localizar a la persona responsable.[3][4]
- Gong Myung como Kwon Jae-min, un informante secreto que da noticias a Deok-hee sobre la organización de phishing de voz.[5]
- Yeom Hye-ran como Bong-rim, una compañera de trabajo y amiga de Deok-hee, que es ingeniosa y la ayuda tanto material como espiritualmente. Es de ascendencia sinocoreana.[4][6]
- Park Byung-eun como Park Hyeong-sik, un detective del equipo de investigación de la policía, que está un paso por detrás de Deok-hee tanto en las pesquisas del caso como en el arresto.[7][8]
- Jang Yoon-ju como Sook-ja, un personaje que muestra un impulso imparable al igual que Deok-hee, y la apoya firmemente en la localización del líder del phishing de voz.[9][10][11]
- Lee Moo-saeng como Oh Myung-hwan, el jefe de una organización china de phishing de voz, que controla cientos de millones de dólares.[12][13]
- Ahn Eun-jin como Ae-rim, la hermana menor de Bong-rim, que vive en Qingdao.[14][15]
- Lee Joo-seung como Kyeong-cheol, un miembro de la organización de phishing de voz que está contemplando si escapar o quedarse en la empresa para la que solicitó empleo, pensando que era un trabajo a tiempo parcial bien remunerado.[16]
- Sung Hyuk como Dae-woo, miembro de la organización de phishing.[17]
- Kim Yool-ho como el detective Kim, un detective del equipo de investigación que, junto con el detective Park, rastrea organizaciones de phishing de voz.[18]
- Seo Ji-hoo como el detective Shin, un detective júnior del equipo de investigación del detective Park.[19]
- Lee Kyu-ho.[16]
- Ahn So-yo como Eun-mi, una empleada de banca víctima de una estafa de phising.[20][21]

## Producción
La compañía productora es C-JeS Entertainment. El coste de producción de Citizen of a Kind fue de 6500 millones de wones; se estimaba que el punto de equilibrio comercial de la película era de 1,8 millones de espectadores.
Es el primer largometraje comercial de la directora Park Young-ju, que ya tenía en su haber el independiente Seonhee y Seulgi (선희와 슬기) de 2019, además de muchos cortometrajes y mediometrajes. Park define la obra como un «drama con un toque de comedia» y considera que un tema central del filme es la amistad entre mujeres, que ejerce un gran poder en la trama.
Tras algunas anticipaciones sobre Ra Mi-ran y algunos otros actores, el 4 de septiembre de 2020 se anunció el reparto ya completo de los siete protagonistas: Ra Mi-ran, Gong Myung, Yeom Hye-ran, Park Byeong-eun, Jang Yoon-ju, Lee Moo-saeng y Ahn Eun-jin. El 11 fue confirmado Kim Yool-ho, y a finales del mes se añadió el nombre de Sung Hyuk.Esta película es el debut en cine de Ahn Eun-jin, actriz con una ya larga trayectoria en televisión.
Pese a que estaba previsto que parte del rodaje se realizara en China, la expansión de la pandemia de Covid-19 lo impidió y se tuvieron que reproducir los decorados en estudios coreanos. El rodaje había concluido el 8 de diciembre de 2020.
El 14 de diciembre de 2023 la productora confirmó la fecha del estreno y publicó carteles de personajes de los siete protagonistas.La producción se presentó en un pase previo y conferencia de prensa celebrada el 11 de enero de 2024 en el centro comercial CGV Yongsan I'Park en Yongsan-gu, Seúl.

## Estreno y recepción
Citizen of a Kind obtuvo una preventa de más de 40 000 entradas, ocupando a la sazón el primer lugar por este concepto, aunque al poco cedió el paso a la producción norteamericana Wonka. Se estrenó fuera de temporada, el 24 de enero de 2024 en 1281 salas, que atrajeron a 61 108 espectadores, lo que la situó la primera en taquilla; el 29 de enero llegó al medio millón de espectadores, manteniéndose primera en esos cinco primeros días tras el estreno; el 2 de febrero alcanzó los 700 000, pero daba muestras de debilidad en taquilla. Durante las vacaciones del Año Nuevo Lunar, del 9 al 11 de febrero, vendió 353 651 billetes y fue la segunda en taquilla detrás de Wonka. En total, acabó vendiendo 1 706 672 entradas, por las que recaudó el equivalente a 11 884 047 dólares. A principios de mayo de 2024 se encontraba por este concepto en el tercer lugar entre las películas surcoreanas estrenadas en el año.

### Crítica
Kim Seong-hyun (YTN Star) critica un elemento externo a la película como es el material promocional, tanto los carteles como los avances, que hacen esperar una comedia ligera y no captan la esencia de la obra. Por el contrario, escribe que «la historia de un phisher de voz que pide ayuda a una víctima y cómo forman una alianza especial es refrescante en sí misma, pero tiene una energía aún más poderosa porque es una historia real». El director, novel, sabe mantener la tensión en todo momento añadiendo notas de humor, pero evitando en lo posible la risa y las emociones forzadas. Por último, alaba la «apasionada actuación» de Ra Mi-ran así como de los otros protagonistas.
Para Pierce Conran (Screen Anarchy) «uno de los éxitos de Citizen of a Kind es su inversión de los típicos tropos de género. La damisela en apuros aquí es un joven apuesto pero indefenso, encerrado en una torre en ruinas en Qingdao, mientras que las figuras masculinas de autoridad, lideradas por el detective Park (Park Byung-eun), son constantemente eclipsadas por la investigación amateur de Deok-hee». Pero «el lado más emocionante de esta ecuación es ver a la gente común y corriente que se reúne alrededor de Deok-hee para ayudarla en sus objetivos». Sobre los actores, «Ra está en su elemento en un papel que aprovecha todos sus puntos fuertes, mientras que Gong una vez más nos encanta con un papel maravillosamente entrañable».

## Premios y candidaturas
| Año  | Premios       | Categoría               | Candidato         | Resultado | Ref.   |
| ---- | ------------- | ----------------------- | ----------------- | --------- | ------ |
| 2024 | Baeksang Arts | Mejor director novel    | Park Young-ju     | Pendiente | [ 35 ] |
| 2024 | Baeksang Arts | Mejor actriz            | Ra Mi-ran         | Pendiente | [ 35 ] |
| 2024 | Baeksang Arts | Mejor actriz de reparto | Yeom Hye-ran      | Pendiente | [ 35 ] |
| 2024 | Baeksang Arts | Gucci Impact            | Citizen of a Kind | Pendiente | [ 35 ] |